# Manfred Nebelin
Manfred Nebelin (* 21. März 1955 in Leverkusen) ist ein deutscher Historiker. Er ist außerplanmäßiger Professor an der Technischen Universität Dresden und Verfasser einer Biografie zu Erich Ludendorff.

## Leben
Manfred Nebelin studierte von 1976 bis 1983 Germanistik, Geschichte, Philosophie und Erziehungswissenschaften an der Universität zu Köln und legte 1983 die erste Staatsprüfung für das Lehramt an der Sekundarstufe II ab. 1987 wurde er bei Andreas Hillgruber im Fach Mittlere und Neuere Geschichte mit der Dissertation Deutsche Ungarnpolitik (Frühjahr 1939 bis Sommer 1941) zum Dr. phil. promoviert.
Von 1988 bis 1992 war er wissenschaftlicher Mitarbeiter bei der Edition der Akten zur Auswärtigen Politik der Bundesrepublik Deutschland in Bonn. 1993 wurde er wissenschaftlicher Mitarbeiter am Institut für Geschichte, mehrere Jahre war er am Lehrstuhl für Neuere und Neueste Geschichte (Professur Reiner Pommerin) und am Lehrstuhl für Neuere und Neueste Geschichte und Didaktik der Geschichte (Professur Frank-Michael Kuhlemann) tätig. 2008/09 habilitierte er sich mit der Arbeit Erich Ludendorff. Militär und Politik im Kaiserreich und im Ersten Weltkrieg an der Philosophischen Fakultät der TU Dresden. Er erhielt die Venia legendi und wurde Privatdozent, außerdem vertrat er die Professur für Neuere und Neueste Geschichte und Didaktik der Geschichte. Seit 2015 ist er außerplanmäßiger Professor.
Seine Forschungsschwerpunkte sind u. a. die deutsche und europäische Geschichte des 19./20. Jahrhunderts, politische Ideengeschichte, politische Geschichte und Militärgeschichte.

## Werk
Für seine Dissertation zur Geschichte der deutsch-ungarischen Beziehungen im Zweiten Weltkrieg forschte Nebelin u. a. am Politischen Archiv des Auswärtigen Amtes in Bonn und am Bundesarchiv-Militärarchiv in Freiburg im Breisgau. Die Arbeit basiert auf umfangreichen Quellen. Auch Frank-Lothar Krolls und Manfred Nebelins Bearbeitung der ersten zwei Bände der Akten zur Auswärtigen Politik der Bundesrepublik Deutschland (1989/90) wurde in Fachkreisen überaus positiv aufgenommen. Die Edition gilt als sehr sorgfältig.
Seine Teilbiografie zu General Erich Ludendorff stieß auf großes Interesse. Sie wurde mit Wolfram Pytas Hindenburg-Biografie verglichen und es wurden Parallelen gezogen. Dem Historiker Max Bloch gilt sie als einem „auch in Zukunft grundlegende[n] politikgeschichtliche[n] Oeuvre“ zugehörig. Der Militärhistoriker Klaus-Jürgen Bremm resümierte, dass die Arbeit „eine atmosphärisch dichte Geschichte des Auf- und Abstiegs eines Militaristen“ biete. Für Ernst Piper, ebenfalls Historiker, besteht Nebelins „große[r] Verdienst“ darin, dass ältere Biografien vom rechten Rand des politischen Spektrums (Franz Uhle-Wettler und Wolfgang Venohr) endgültig redundant wurden. Das Werk sei „umfassend[] und zuverlässig[]“. Nach dem Politikwissenschaftler Peter Graf von Kielmansegg ist Nebelins Arbeit zur Geschichte des Ersten Weltkrieges sehr anschaulich. Graf von Kielmansegg würdigte insbesondere die Herangehensweise Nebelins, Ludendorff nicht dämonisiert zu haben. „Mit seiner gut lesbaren, im historischen Urteil pointierten Darstellung hat er [...] eine wichtige Vorarbeit für eine noch zu schreibende Gesamtbiografie Ludendorffs geleistet“, so das Resümee des Historikers Volker Ullrich. Kritik erhielt Nebelin u. a. von Martin Moll, der beim Verfasser einen „bescheidenen analytischen Anspruch“ und das „Ausblenden der Nachkriegszeit“ anmahnte und darauf hinwies, dass vor allem Bekanntes verarbeitet worden sei.

## Schriften (Auswahl)
- Deutsche Ungarnpolitik 1939–1941. Leske und Budrich, Opladen 1989, ISBN 3-8100-0715-3 (Dissertation Universität Köln 1988).
- (Bearb. mit Frank-Lothar Kroll): Akten zur auswärtigen Politik der Bundesrepublik Deutschland. Band 1: Adenauer und die Hohen Kommissare 1949–1951. Hrsg. von Hans-Peter Schwarz in Verbindung mit Reiner Pommerin. Oldenbourg, München 1989, ISBN 3-486-55191-4.
- Bearbeiter mit Frank-Lothar Kroll: Akten zur Auswärtigen Politik der Bundesrepublik Deutschland. Band 2: Adenauer und die Hohen Kommissare 1952. Hrsg. von Hans-Peter Schwarz in Verbindung mit Reiner Pommerin. de Gruyter Oldenbourg, Berlin / München / Boston, CT 1990, ISBN 3-486-55201-5.
- Ludendorff. Diktator im Ersten Weltkrieg. Siedler, München 2010, ISBN 978-3-88680-965-3.